# Kuberry Rocks
Kuberry Rocks är en kulle i Antarktis. Den ligger i Västantarktis. Inget land gör anspråk på området. Toppen på Kuberry Rocks är 577 meter över havet.
Terrängen runt Kuberry Rocks är kuperad österut, men västerut är den platt. Trakten är obefolkad. Det finns inga samhällen i närheten.